# Isobutyronitril
Isobutyronitril ist eine chemische Verbindung aus der Gruppe der aliphatischen Nitrile.

## Vorkommen
Isobutyronitril wurde im interstellaren Raum nachgewiesen.

## Gewinnung und Darstellung
Isobutyronitril kann durch Reaktion von Ammoniak und Isobutyraldehyd in Gegenwart von Chromoxid auf Aluminiumoxid gewonnen werden. Es kann auch aus Aminosäuren durch anaeroben Abbau entstehen.

## Eigenschaften
Isobutyronitril ist eine leicht entzündbare farblose Flüssigkeit mit bittermandelartigem Geruch, die löslich in Wasser ist. Sie zersetzt sich bei Erhitzung, wobei Cyanwasserstoff entsteht.

## Verwendung
Isobutyronitril wird häufig als Lösungsmittel für elektrochemische Analysen verwendet. Es dient auch als Zwischenprodukt zur Herstellung von Insektiziden, als Additiv für Benzin und als Katalysator bei der Polymerisation von Ethylen.

## Sicherheitshinweise
Die Dämpfe von Isobutyronitril können mit Luft ein explosionsfähiges Gemisch (Flammpunkt 8 °C, Zündtemperatur 480 °C) bilden.